# رولاپیتانت
رولاپیتانت (انگلیسی: Rolapitant) یک آنتاگونیست گیرنده NK1 است.

## کاربرد پزشکی
رولاپیتانت در ترکیب با سایر داروهای ضد استفراغ (ضد استفراغ) در بزرگسالان برای پیشگیری از تهوع و استفراغ تاخیری مرتبط با دوره‌های اولیه و تکراری شیمی‌درمانی سرطان استفراغ، از جمله، اما نه محدود به، شیمی‌درمانی بسیار استفراغ استفاده می‌شود. ترکیب تایید شده ضد استفراغ شامل نقشاپیتانت به همراه دگزامتازون و یک آنتاگونیست 5-HT3 است.

## عوارض
کاهش اشتها، نوتروپنی، سرگیجه، سوء هاضمه و استوماتیت